# Ulster
L'Ulster (AFI: /ˈulster/ o /ˈalster/, in inglese [ˈʌlstə(ɹ)]; in irlandese Ulaidh [ˈul̪ˠəi̯]; in scozzese dell'Ulster Ulstèr) è una provincia dell'Irlanda, geograficamente collocata alla sua estremità nordorientale.
Il toponimo "Ulster" è impropriamente usato come sinonimo di "Irlanda del Nord". In realtà, l'Ulster comprende sia l'Irlanda del Nord, che ricade sotto la sovranità del Regno Unito e che comprende sei delle nove contee che costituiscono l'Ulster (Antrim, Armagh, Down, Fermanagh, Derry e Tyrone), sia le tre contee che ricadono sotto la sovranità della Repubblica d'Irlanda (Cavan, Donegal e Monaghan).
Peraltro, le sei contee dell'Ulster sotto sovranità britannica hanno solo valore storico, non essendo più unità amministrative dal 1973, quando il territorio dell'Irlanda del Nord fu suddiviso in distretti.
Al pari delle altre tre province irlandesi (Connacht, Leinster e Munster), l'Ulster non ha alcuna funzione amministrativa né per la Repubblica d'Irlanda né per il Regno Unito; essa ha solo valore storico-culturale.
Tuttavia l'Organizzazione internazionale per la normazione (ISO) ha distribuito, nella sua classe 3166-2, anche i sottocodici per le province irlandesi (ISO 3166-2:IE) e ha assegnato all'Ulster il codice IE-U.
Il capoluogo della provincia dell'Ulster è Belfast, città sotto sovranità britannica e capitale dell'Irlanda del Nord, che amministrativamente è oggi una città-distretto. Storicamente la città è parte delle contee di Antrim e Down.
Altri importanti centri della provincia sono, nella parte nordirlandese (britannica), Armagh, Derry (o Londonderry), Lisburn e Newry, cui il Regno Unito ha garantito lo status di città, nonché Cavan, Lifford e Monaghan, capoluoghi delle tre contee che si trovano nella Repubblica d'Irlanda.

## Storia
La più settentrionale delle province dell'antica Irlanda, quando l'isola faceva ancora integralmente parte del Regno Unito.
Nota in origine con il nome gaelico di Uladh, all'inizio della nostra era l'Ulster formava un vasto regno comprendente più della metà dell'isola, dal Boyne allo Shannon. Il regno si smembrò nel IV secolo e la famiglia O'Neill divenne la più potente dell'Irlanda settentrionale. Nel XII secolo, durante l'invasione anglo-normanna, Giovanni di Courcy conquistò l'Ulster, che però gli fu strappato nel 1205 da Giovanni Senzaterra, il quale lo donò a Ugo di Lacy, che prese il titolo di Conte di Ulster. Per lungo tempo l'effettiva dominazione inglese non superò la Contea di Down; soltanto nel XVI-XVII secolo, sotto i regni di Elisabetta I e di Giacomo I, si estese verso nord-ovest nella Contea di Londonderry (chiamata dapprima Coleraine).
Da allora la provincia dell'Ulster si divise in 9 contee: Antrim, Down, Armagh, Monaghan, Londonderry, Donegal, Tyrone, Fermangh e Cavan. Alla fine del XIX secolo l'Ulster contava una popolazione di 1.600.000 abitanti, di cui 740.000 cattolici; questa regione fu così il centro dell'opposizione al movimento nazionalista irlandese. Dopo aver cercato di far arenare ogni richiesta d'autonomia, i protestanti della regione chiesero di restare nel Regno Unito.
Con il trattato anglo-irlandese del 1921 l'Ulster fu così diviso: le 3 contee cattoliche di Cavan, Donegal e Monaghan entrarono a far parte dello stato libero d'Irlanda, mentre le altre 6 contee restavano legate al Regno Unito formando l'Irlanda del Nord, chiamata anche Ulster. il nuovo Ulster era abitato in maggioranza da protestanti (circa il 65% contro il 35% di cattolici) e questa maggioranza costituiva la parte più ricca della popolazione. Forti del loro numero, ma anche grazie a una suddivisione criticabile delle circoscrizioni elettorali e a un sistema censitario che fu mantenuto in Irlanda del Nord anche dopo la sua abolizione nel resto del Regno Unito, i protestanti, rappresentanti del partito unionista, si assicurarono il monopolio del potere dal 1921. I cattolici si unirono nel Partito nazionalista, che reclamava legami più stretti con l'Irlanda del Sud o addirittura l'integrazione pura e semplice con questo paese.
Rappresentato al Parlamento britannico, l'Ulster aveva anche un proprio Parlamento composto da una Camera dei Comuni e da un Senato. Ritenendosi discriminata politicamente e socialmente (soprattutto rispetto al lavoro e agli alloggi), la minoranza cattolica diede il via (5 ottobre 1968) a Londonderry a una violenta campagna di proteste che, cominciata con manifestazione nelle strade, finì con scontri sanguinosi fra cattolici e protestanti. Il conflitto degenerò con l'entrata in azione dell'Irish Republican Army in un terrorismo urbano che colpì non solo l'Ulster, ma anche Londra e altre città inglesi. Nel 1969 il governo britannico dovette inviare nell'Ulster 5.000 soldati, portati via via a 15.000. Quattro soluzioni furono prospettate per il problema Ulster:
- mantenimento puro e semplice nel Regno Unito (soluzione dei protestanti estremisti);
- annessione pura e semplice all'Irlanda libera (soluzione dei cattolici estremisti);
- statuto che stabilisse una presenza comune del Regno Unito e della Repubblica d'Irlanda;
- indipendenza completa dell'Ulster.

Il governo di Londra si sforzò in un primo tempo di convincere i protestanti a dividere il potere con i cattolici. Con gli accordi di Sunningfale (8 dicembre 1973) i rappresentanti di Belfast, di Londra e di Dublino posero le basi d'una soluzione che permettesse la divisione dei poteri fra le due comunità e aprisse la strada a una futura riunificazione delle due Irlande. Un governo della provincia comprendente protestanti e cattolici poté essere costituito il 1º gennaio 1974; era la prima volta dal 1921 che l'Ulster non era più governato solo dai protestanti. Ma a maggio i protestanti si ritirarono dal governo comune costringendo Londra a istituire la propria amministrazione diretta.
Nel maggio 1975 fu eletta una convenzione costituzionale, chiamata a elaborare un nuovo statuto per l'Irlanda del Nord; i protestanti vi conquistarono 46 seggi su 79. Da allora le violenze dell'IRA "provisional" , braccio armato degli estremisti cattolici di Belfast, ripresero con forza, malgrado le iniziative coraggiose come quella della protestante Mairead Corrigan e della cattolica Betty Williams, che fondarono un movimento delle donne e organizzarono grandi manifestazioni pacifiste (settembre 1976). Pur rafforzando la presenza di soldati britannici in Ulster, il governo di Londra volle ricercare di nuovo una soluzione negoziata alla fine degli anni Settanta.
Nel decimo anniversario dei sanguinosi scontri di Londonderry, che avevano scatenato una guerra civile responsabile di almeno 2000 morti, l'IRA "provisional" assassinò lord Mountbatten, due persone del suo seguito e 18 soldati del contingente britannico, facendo esplodere lo yacht su cui si trovavano (27 agosto 1979). Nonostante un rafforzamento della cooperazione fra i governi di Londra e di Dublino nella lotta contro il terrorismo (che comunque non impedì all'IRA di attentare , il 12 ottobre 1984 alla vita della stessa Margaret Thatcher, riunita con tutto il governo a Brighton), la situazione dell'Ulster rimase sempre molto difficile. Per questo, dopo lunghe trattative segrete per cercare di porre fine a una guerra civile che in 16 anni aveva causato 2.500 morti e circa 30.000 feriti, i primi ministri inglesi e irlandese sottoscrissero a Belfast un accordo che riaffermava la sovranità britannica sull'Ulster e consentiva al governo di Dublino di tutelare gli interessi della minoranza cattolica attraverso l'istituzione di un Consiglio ministeriale anglo-irlandese (15 novembre 1985). L'accordo fu violentemente respinto sia dagli estremisti cattolici che da quelli protestanti. Più stretta divenne però la collaborazione tra polizia britannica e quella irlandese ai fini dell'arresto e dell'estradizione dei militanti estremisti.
L'IRA, tuttavia, inasprì la propria strategia e moltiplicò gli attentati (talvolta alla cieca) contro l'occupante britannico. Il partito nazionalista irlandese Sinn Fein, di cui l'IRA rappresentava il braccio armato, attivo anche nella Repubblica d'Irlanda, tentò da parte sua, di avvalersi delle istituzioni parlamentari in Ulster, ma anche del Parlamento britannico, dove disponeva di rappresentanti (nel 1988, temendo l'effetto della propaganda, il governo britannico proibì l'accesso ai media ai deputati del Sinn Fein).
John Major tentò dal 1991, di uscire da questa spirale di violenza, promuovendo colloqui tra i partiti politici dell'Irlanda del Nord, a esclusione del Sinn Fein. Il 15 dicembre 1993, in occasione di una dichiarazione congiunta dei governi di Londra e di Dublino, il Regno Unito si impegnò a rinunciare alla sua sovranità sull'Irlanda del Nord, a condizione che la maggioranza della popolazione della regione manifestasse l'intenzione di essere annessa alla Repubblica d'Irlanda. In questo nuovo contesto, il 31 agosto 1994, l'IRA annunciò un cessate il fuoco, imitata , il 13 ottobre, dalle formazioni paramilitari protestanti. Nel dicembre 1994 furono avviati i primi negoziati ufficiali tra Londra e il leader dello Sinn Fein, Gerry Adams. Il 21 febbraio 1995 John Major e il primo ministro irlandese, John Bruton, sottoscrissero un documento che doveva rappresentare la base dei negoziati tra i diversi partiti in causa allo scopo di rendere il processo di pace irreversibile. Nel maggio 1996 ebbero quindi luogo le elezioni per designare i delegati ai negoziati di pace. Nel luglio 1997, poco dopo la vittoria dei laburisti alle legislative britanniche, l'IRA annunciò una tregua degli attentati, che permise, nel dicembre successivo, l'incontro storico di una delegazione dell Sinn Fein, guidata da Gerry Adams, con il nuovo ministro britannico, Tony Blair. I colloqui portarono agli accordi di Stormont (aprile 1998), che prevedevano la creazione di un'assemblea e di un governo semiautonomi nell'Ulster.
In seguito ai risultati del referendum del maggio 1998, con il quale oltre il 70% delle contee nordirlandesi ha accettato il dialogo per una politica senza armi, mentre la Repubblica d'Irlanda ha votato una modifica costituzionale con la quale ha rinunciato alla rivendicazione della sovranità nazionale sul territorio dell'Ulster, la neoeletta assemblea ha aperto i lavori (febbraio 1999); ma la formazione del governo, nel dicembre successivo, ha incontrato non poche difficoltà, che hanno indotto Londra , in seguito ad alcuni sanguinosi atti di intolleranza, a sospendere la sua attività fino a quando l'IRA non si fosse impegnata a deporre le armi. Nel giugno 2000 alcuni ispettori internazionali hanno visitato numerosi nascondigli d'armi dell'IRA, ma alcuni episodi, come i cruenti scontri tra paramilitari protestanti e gli attentati a Londra alla fine dell'estate hanno fatto dubitare del conflitto.
I lavori del governo regionale dell'Ulster si sono poi arenati sulla questione della Royal Ulster Constabulary (RUC), la forza di polizia controllata dai protestanti e famosa per i suoi atti di repressione contro i cattolici,  che con grandi difficoltà i politici stavano tentando di trasformare in un corpo multiconfessionale. Dopo alterne vicende, nuovi attentati e il reiterato rifiuto dell'IRA di consegnare le armi, nell'ottobre 2001 l'IRA ha finalmente accettato un piano di disarmo parziale rilanciando il processo di pace. Ripristinato nelle sue funzioni alla fine dell'anno, il governo dell'Ulster, sotto la guida del protestante David Trimble, nel marzo 2002 ha proposto, con grande sorpresa sia di Londra che di Dublino, di indire per il 2003 un referendum di autodeterminazione pro o contro l'annessione dell'Ulster alla Repubblica di Irlanda.

## Le contee
| Paese            | Contea      | Capoluogo   |
| ---------------- | ----------- | ----------- |
| Irlanda del Nord | Antrim      | Antrim      |
| Irlanda del Nord | Armagh      | Armagh      |
| Irlanda          | Cavan       | Cavan       |
| Irlanda          | Donegal     | Lifford     |
| Irlanda del Nord | Down        | Downpatrick |
| Irlanda del Nord | Fermanagh   | Enniskillen |
| Irlanda del Nord | Londonderry | Derry       |
| Irlanda          | Monaghan    | Monaghan    |
| Irlanda del Nord | Tyrone      | Omagh       |

Le tre contee appartenenti alla Repubblica d'Irlanda contano una popolazione di circa 246 000 abitanti e sono situate in luoghi completamente differenti fra loro: il Cavan e il Monaghan si trovano nella parte più meridionale della provincia (molto vicine a Dublino), mentre il Donegal è isolato nella parte nord occidentale (dove l'isola d'Irlanda raggiunge il punto più settentrionale presso Capo Malin).